# 健心
健心（けんしん、1978年10月5日 - ）は、日本のプロレスラー。神奈川県藤沢市出身。本名：大森 政弘。プロフィール上は1966年8月4日生、福岡県福岡市出身を自称しているが、これは佐々木健介と同一のものを後述の理由により名乗っているため。

## 来歴
IWA湘南でプロレスデビュー。佐々木健介に顔がそっくりであったことから、健介を模したギミック、藤沢一生として活動。ちなみに自由が丘で偶然坂口征二と出会い、本物に間違えられたことがある。その後、健介がDDTプロレスリングに参戦し、念願のタッグを実現する。その後、身も心も佐々木健介であることから、健介から健心のリングネームを貰う。また、DDTでは泉州力（長州力へのオマージュ）と組み、師弟コンビと称して出場していた。健介ファミリーと交流があるが、正式なファミリー入りはしていない（一応、弟分）。
近年はDDTでの活動はしておらず他団体修行中となっていて、2007年の契約更改にて自由契約となる。
どことなく秋山準にも顔が似ている。
ボルケーノ・イラプションや、サソリ固め、太鼓の乱れ打ちなど、健介の使用する技を得意とする。
2007年10月21日　茅ヶ崎青果市場にて10周年記念興行【健心☆祭り】を開催。